# アフメト・アリ・チェリクテン
アフメト・アリ・チェリクテン (Ahmet Ali Çelikten) は、オスマン帝国およびトルコ共和国の軍人。海軍航空隊の操縦士。1917年11月にフランスのラファイエット飛行団 (Lafayette Flying Corps)に加わったアメリカ人ユージン・バラード　(Eugene Bullard)とともに、航空史における最初のアフリカ系操縦士とされる。イズミルリ・アフメト・アリ (İzmirli Ahmet Ali 出生記録には、イズミルリ・アリ・オール・アフメド Izmirli Ali oghlu Ahmedと登録されている)、アラプ・アフメト (Arap Ahmet)などの名前でも知られる。

## 生い立ち
1883年、「ゼンジイェ」・エミネ・ハヌムとアリ・ベイの息子としてスミルナ (現イズミル)で生まれた。母親のエミネ・ハヌムは、ボルヌ帝国 (Bornu Empire)出身の女奴隷の娘として1860年代に生まれた。オスマン帝国では1847年に奴隷の売買は廃止されており、奴隷身分ではなかった。アフリカ系臣民の多かったスミルナ (現イズミル)で、自身と同様にアフリカ系臣民のアリ・ベイと結婚し、アフメド、アリ (1916年、ガリポリの戦いで戦死)、「ゼンジイェ」・サーニイェの三人の子供をもうけた。父親のアリは、アフメドが6歳のときに亡くなった。その後、アフメドは、水兵となるため、1904年に海軍工科学校 (Haddehâne Mektebi)に入学し、1908年に中尉として卒業した。

## 第一次世界大戦
1914年6月25日にアヤ・ステファノス (現イェシルキョイ)に設立された海軍飛行学校 (Bahriye Tayyare Mektebi)に入学し、1916年11月11日に航空教育を修了し航空科に転科された。この間、プレヴェゼ (プレヴェザ)からの移民の娘ハティージェ・ハヌム (1897-1911)と結婚した。1917年2月14日、大尉に昇進した。12月18日、ベルリンに派遣され操縦訓練を終えて、1918年7月に帰国した後、イズミル飛行中隊に配属された。

## トルコ共和国期
トルコ独立戦争では、志願してコンヤ飛行センターに行き、1922年にアマスラ海軍飛行センターに派遣された。1924年に、イズミルのギュゼルヤルの飛行中隊に、1928年には、航空庁に配属された。1949年に退職した後、1969年に亡くなった。

## 家族
- ネリマン・チェリクテン：娘、英語教員、ミュジギャン・チェリクテン：娘、弁護士、ムアンメル・チェリクテン：息子、トルコ航空操縦士、ユルマズ・チェリクテン：息子、トルコ空軍操縦士、ムザッフェル・アリ・チェリクテン：甥 (妹サーニイェと1930年に殉職した海軍航空隊操縦士イスマイルの息子)、トルコ航空協会「テュルク・クシュ」教官